# بخش مچینجی
بخش مچینجی (انگلیسی: Mchinji District) یکی از بخش‌های کشور مالاوی است.
این بخش ۳٬۳۵۶ کیلومتر مربع مساحت و ۳۲۴٬۹۴۱ نفر جمعیت دارد و مرکز آن شهر مچینجی می‌باشد.